# Touched (película)
Touched es una película de 1983 dirigida por John Flynn.